# Duumvir
A consuli rang városi megfelelője. A két polgármesterként tevékenykedő duumvir kiterjesztett Censori hatáskörrel rendelkezett. A duumviri tisztség elnyeréséhez elég volt egyet viselni előzetesen a quaestori vagy aedilisi tisztségből.